# Hästkött

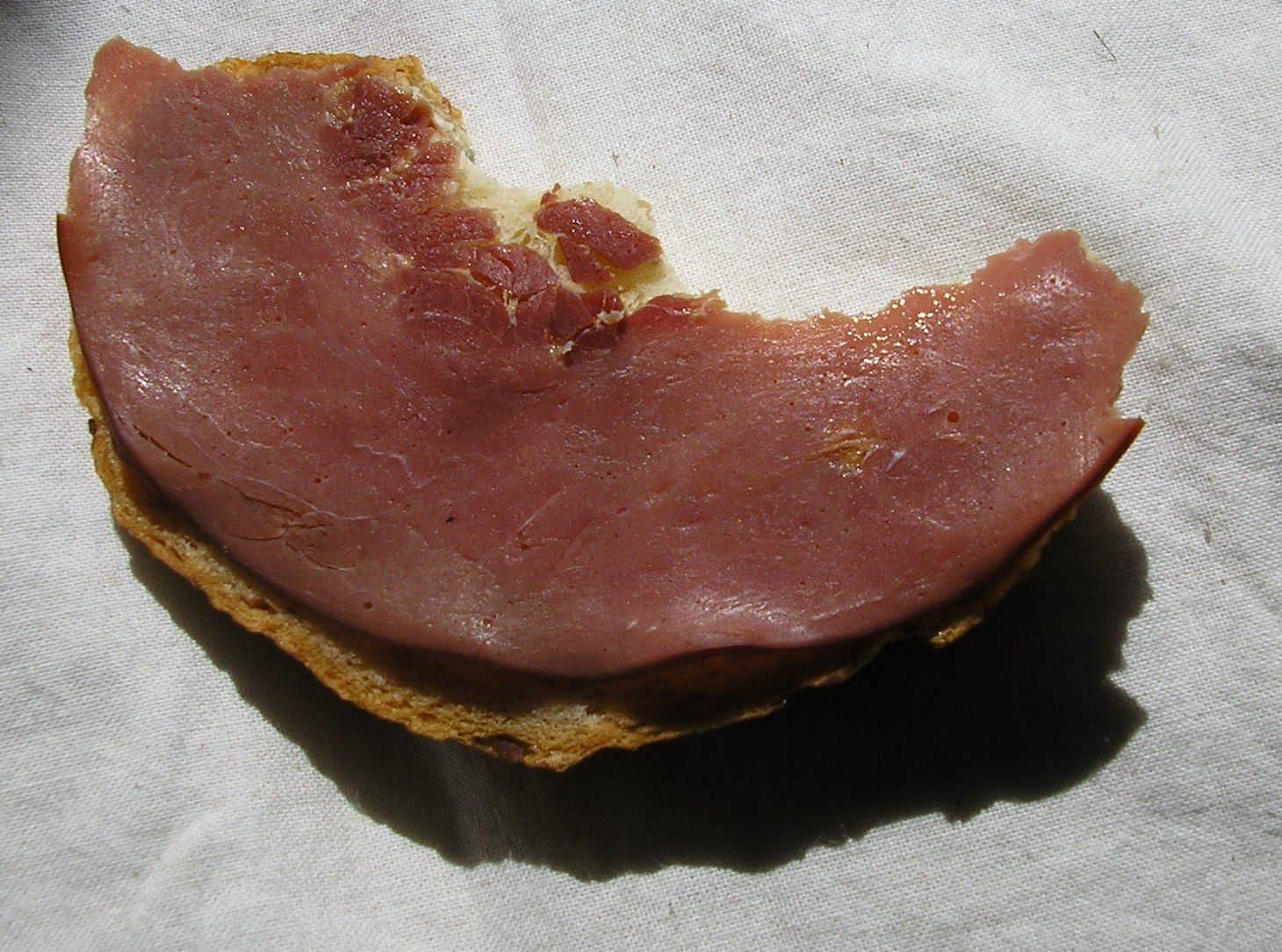
Hästkött i form av hamburgerkött på en smörgås.

Hästkött är kött från hästar. Till skillnad från nötkött och många andra köttdjur görs det ingen skillnad mellan kött från vuxna djur och föl.
Hästkött styckas och äts som oxkött och har en likvärdig smak, men innehåller mindre fett.

## Konsumtion i världen
Förtäring av hästkött är tabu för många människor, trots att de inte är vegetarianer, bland annat på grund av hästarnas betydelse som sällskapsdjur. Hästkött är otillåten föda enligt judendomen. I vissa länder, bland andra Italien, är hästkött eftertraktat och dyrt.

### Sverige
I det förkristna nordiska samhället hade hästen stor betydelse och hästkött åts bland annat vid religiösa högtider. Att äta hästkött betraktades senare under medeltiden som en hednisk sedvänja och var därför tabu. Även själva hästslakten betraktades som oren. När hästar skulle avlivas anlitades bödelns dräng, rackaren, och köttet slängdes bort eller gavs åt hundarna efter att man hade flått hästarna.
I svensk handel förekommer hästkött vanligen som rökt och skivat smörgåspålägg (hamburgerkött) eller som ingrediens i vissa korvar som exempelvis medvurst och prickig korv. 
Större delen av det hästkött som säljs i den svenska dagligvaruhandeln importeras från Sydamerika. Av etiska skäl väljer många svenska hästägare att avliva hästarna på gården istället för att skicka dem till slakt. Kött från inhemska hästar blir ofta djurfoder för katter och hundar, medan avfallet brukar skickas till en uppsamlingsplats.
Det beräknas att ungefär 3 000 hästar om året säljs till hästhandlare som sedan skickar hästarna till Italien för slakt och försäljning där.

### Italien
Italien är Europas största konsumentland av hästkött och det är dyrt att få tag på.

### Japan
Inom japansk matlagning används rått skivat hästkött för basashi, ett slags sashimi. Rått hästkött kallas där även för sakura-niku, ”körsbärskött”, vilket är en referens till köttets rosa färg.

## Produktion
I de flesta länder där hästar slaktas för köttindustrin sker det på liknande sätt som för nötkreatur. I storskaliga fabriker avlivas djuren genom bedövning med bultpistol och sedan blodtappning. I länder med mindre industrialiserad köttproduktion förekommer slakt av djur utomhus efter behov, ofta i eller nära byar där köttet sedan konsumeras.
Under år 2005 producerade de åtta länderna med mest hästslakt över 700 000 ton kött. Då var de fem största konsumentländerna av hästkött: Kina (421 000 ton), Mexiko, Ryssland, Italien och Kazakstan (54 000 ton).  Under 2010 producerade Mexiko 140 000 ton, Kina 126 000 ton, Kazakstan 114 000 ton.
| Land           | Antal hästar | Produktion i ton |
| -------------- | ------------ | ---------------- |
| Kina           | 1 700 000    | 204 000          |
| Mexiko         | 626 000      | 78 876           |
| Kazakstan      | 340 000      | 55 100           |
| Mongoliet      | 310 000      | 38 000           |
| Argentina      | 255 000      | 55 600           |
| Italien        | 213 000      | 48 000           |
| Brasilien      | 162 000      | 21 200           |
| Kirgizistan    | 150 000      | 25 000           |
| Globalt Totalt | 4 727 829    | 720 168          |